# ジョー・パターノ

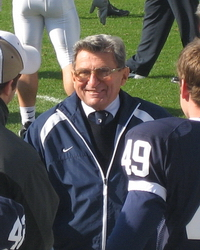
ジョー・パターノ

ジョー・パターノ（Joe Paterno、(発音: [pəˈtɜrnoʊ])、1926年12月21日 - 2012年1月22日）はニューヨークブルックリン区生まれのカレッジフットボールの指導者。ペンシルベニア州立大学Nittany Lionsのヘッドコーチを1966年から2011年まで46年間に渡り務めた。
シーズン無敗を5度達成、2007年にはカレッジフットボール殿堂入りを果たした。ジョーパ（JoePa）の愛称で知られる。NFLのピッツバーグ・スティーラーズ、ニューヨーク・ジャイアンツ、ニューイングランド・ペイトリオッツからヘッドコーチのオファーを受けたこともあるが全て断っている。規律を重んじるオールド・スクールタイプの代表格として知られた。
ペンシルベニア州立大学児童性的虐待スキャンダルを防ぐために十分に行動しなかったとみなされ、大学チームの監督を解雇された。死亡時の戦績は409勝136敗3引き分けだったが、パターノが「不祥事を知り得た時点」まで遡り、それ以降に記録した111勝を抹消、パターノの「歴代最多勝利監督」の栄誉は剥奪された。

## 人物
1926年12月21日、ニューヨークのブルックリン区で生まれた。1944年に高校を卒業後、アメリカ陸軍に入隊、朝鮮半島にも駐留、1946年に除隊した。アイビーリーグの一つであり、全米屈指の名門大学であるブラウン大学に入学した彼はQB及びコーナーバックを務め、大学記録タイの14インターセプトをあげている。同大学を卒業後の1950年、大学時代の指導者、リップ・エングルの元でペンシルベニア州立大学アメリカンフットボール部Nittany Lionsアシスタントコーチに就任した。1965年にエングルがヘッドコーチを退任、翌1966年からヘッドコーチに就任した。2年目の1967年、チームをボウルゲームに導き、1968年、1969年はシーズン無敗のチームを築き31連勝も果たした。
1969年、NFLのピッツバーグ・スティーラーズが彼にヘッドコーチのオファーをしたが、パターノはこれを断った。チャック・ノールがヘッドコーチに就任、ノールは就任後11年間で4回スーパーボウルに優勝、23シーズンに渡り、スティーラーズのヘッドコーチを務めた。また1969年にはミシガン大学からもヘッドコーチのオファーを受けている。
ニューヨーク・ジャイアンツも1970年代から1980年代初めにかけて、たびたびパターノにヘッドコーチのオファーを行った。1972年、ニューイングランド・ペイトリオッツからのヘッドコーチのオファーを受けたが、3週間後に撤回、オクラホマ大学のチャック・フェアバンクスが代わりにヘッドコーチとなった。
1982年にチームを全米チャンピオンに導き、4年後の1986年には2度目の全米チャンピオンとなった。
1988年アメリカ合衆国大統領選挙では友人のジョージ・ウォーカー・ブッシュを応援する演説を行っている。

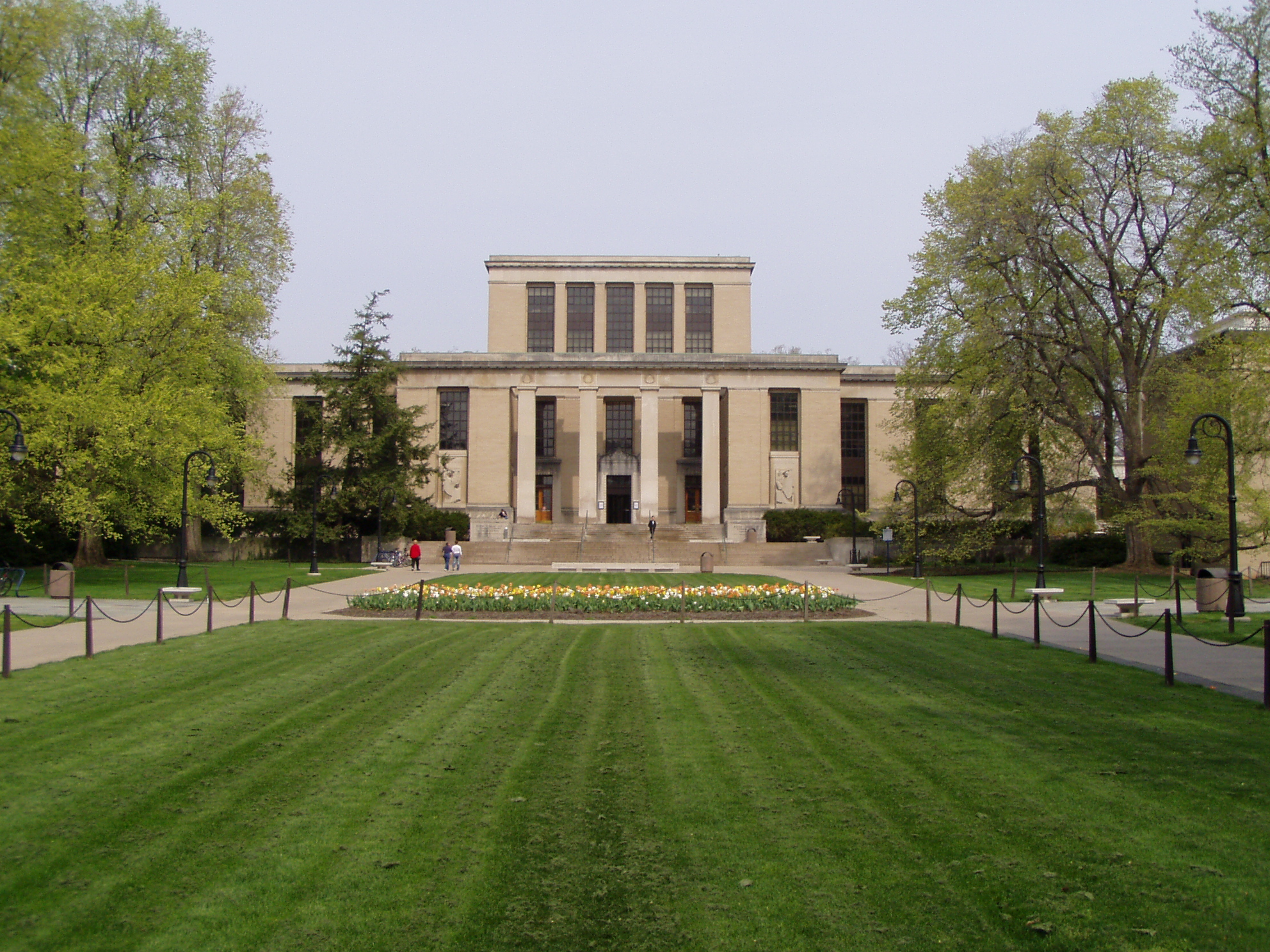
ジョー・パターノの寄付により拡張された図書館

1997年には大学の図書館拡張のために1350万ドルを集めて寄付している。
2001年には、アラバマ大学の伝説のカレッジフットボールコーチベア・ブライアントの持っていたディビジョンIAにおける通算勝利記録323勝を更新、通算324勝をあげたとされたが、後述のスキャンダルによって訂正された。
かつてカレッジフットボール殿堂入りをヘッドコーチとして果たすには、コーチ業から引退していなくてはいけなかったが、75歳を越えたコーチには資格が認められることとなり、2006年5月16日、カレッジフットボール殿堂に推薦された。ところが同年11月4日のウィスコンシン大学戦でサイドライン上に立っていた彼は、相手LBディアンドレ・レビーを避けきれず、ヘルメットがひざに衝突したことにより骨折、関節も痛めた。この年のアウトバックボウルでは彼はプレスボックスより指揮を執った。ニューヨークで行われるカレッジフットボール殿堂入り記念式典に出席できなくなった彼は、2007年の殿堂入りに変更され、2007年12月4日に殿堂入りし、2008年7月19日に記念式典が開かれた。
2000年から2004年までの間、チームが26勝33敗と低迷した際には時代遅れの老いぼれコーチと揶揄されたが、2008年にカンファレンス優勝を果たし、ローズボウルにチームを導いた。
2009年7月29日、スポーティングニュースによりMLB、NFL、NBA、NHL、カレッジフットボール、カレッジバスケットボールにおける偉大なコーチ50人のうちの13位に選ばれた。
2009年にペンシルベニア州立大学のヘッドコーチとして44シーズン目となり、エイモス・アロンゾ・スタッグの記録を抜き、ディビジョンIに所属する同一大学でのヘッドコーチとしての新記録を作った。
ヘッドコーチとして、NCAAの制裁措置前は、通算409勝136敗3分け（その後後述の元アシスタントコーチによる性的虐待事件の隠蔽を図ったことに対する制裁措置として111勝が無効とされ、通算298勝136敗3分けとなった）で、ビッグ10カンファレンス（ペンシルベニア州立大学は1992年まで独立大学、1993年より同カンファレンスに加入）チャンピオン3回。全米最優秀コーチにも5回選ばれている。またチームは全米ランキングベスト10に29シーズン入っている。
2011年10月29日、イリノイ大学を10-7で破りエディー・ロビンソンの記録を更新する409勝目をあげた。NCAA史上彼より勝利をあげているのはディビジョンIIIのセント・ジョン大学で指揮を執ったジョン・ガグリアーディのみであったが、のにちNCAAの制裁措置によって、通算298勝になった。
元アシスタントコーチのジェリー・サンダスキーが15年間に渡り8人の少年への性的虐待をしていたことが発覚。彼は性的虐待の事実を知っていたが、それを防ぐために十分な行動をとらず、児童性的虐待を通報するという道徳的義務を怠ったと非難された。シーズン終了と共に辞任したいと表明していたが、11月9日、大学理事会より解任されることが決まった。同大学の学長・副学長・体育局長も解任されている。
解任された直後、肺がんに罹っていると診断され、2012年1月22日、肺がんからの合併症により死去した。死去する前日には誤った発信源を元にしたCBSスポーツの誤報がTwitterで瞬く間に拡がり、親族が否定した。
フットボールだけでなく文武両道を学生に訴え、学生の4年間での卒業率は、NCAA平均の67%を大きく上回り、2008年には78%、ビッグ・テン・カンファレンスではノースウェスタン大学に次いで2位、AP通信ランキング上位25校の中でも2位となっている。
彼の在任中、本拠地ビーバー・スタジアムは6回改修され、1966年には収容者数46,284人であったスタジアムが2001年には106,572人収容となっている。

## ボウルゲーム勝利
チームを37回ボウルゲームに導き、最多の24勝をあげている。
- オレンジボウル - 1968年、1969年、1973年、2005年
- コットンボウル - 1971年、1974年
- シュガーボウル - 1982年
- ローズボウル -1994年
- フィエスタボウル - 1977年、1980年、1981年、1986年、1991年、1996年
- リバティボウル - 1979年
- アロハボウル - 1983年
- ホリデーボウル - 1989年
- シトラスボウル - 1993年
- アウトバックボウル - 1995年、1998年、2006年
- アラモボウル - 1999年、2007年
- キャピタルワンボウル - 2009年

## 受賞
- スポーツ・イラストレイテッド・マン・オブ・ザ・イヤー（1986年）
- AFCAコーチ・オブ・ザ・イヤー5回（1968年、1978年、1982年、1986年、2005年）
- ウォルター・キャンプ・コーチ・オブ・ザ・イヤー3回（1972年、1994年、2005年）
- エディー・ロビンソン・コーチ・オブ・ザ・イヤー3回（1978年、1982年、1986年）
- ボビー・ドッド・コーチ・オブ・ザ・イヤー2回（1981年、2005年）
- ベア・ブライアント賞（1986年）
- ジョージ・マンガー賞（1990年、1994年、2005年）
- エイモス・アロンゾ・スタッグ賞（2002年）
- The Home Depot コーチ・オブ・ザ・イヤー（2005年）
- スポーティングニュース・カレッジフットボール・コーチ・オブ・ザ・イヤー（2005年）
- ビッグ・テン・カンファレンス・コーチ・オブ・ザ・イヤー3回（1994年、2005年、2008年）

彼は大統領自由勲章の受章候補者にもなっていたが、上述のサンダスキースキャンダルによりこの話は立ち消えとなった。